# Georg von Grimpe
Georg Johann von Grimpe est un zoologiste allemand, né le 16 février 1889 à Leipzig et mort le 22 janvier 1936 dans cette même ville.

## Biographie
Il est le fils de Georg et d’Hedwig née Werner. Grimpe est le fils de Georg Grimpe (1853-1927), aubergiste et propriétaire de l'auberge Thüringer Hof (de) à Leipzig, et de sa femme et de son épouse Christiane Carol. Il étudie l’histoire naturelle et en particulier la zoologie et l’anatomie comparée à l’université de Leipzig où il obtient son doctorat en 1912. Il est marie avec Elisabeth Bückmann en 1916. De 1916 à 1920, il est assistant au jardin zoologique de la ville, puis, à partir de 1915, travaille à l’institut de zoologie de l’université. Il y est tour à tour assistant (1915), maître de conférences (1922, professeur associé (1928). Ses recherches en biologie marine (et notamment sur les céphalopodes) le conduisent à travailler dans les stations de recherche de Naples, de Villefranche-sur-Mer, à Heligoland et à Monaco. Il dirige la publication de Tierwelft der Nord und Ostsee et du journal Der Zoologische Garten (de) (à partir de 1927). En 1928, il est l'éditeur de la quatrième édition de Brehms Tierleben.

## Source
- Allen G. Debus (dir.) (1968). World Who’s Who in Science. A Biographical Dictionary of Notable Scientists from Antiquity to the Present. Marquis-Who’s Who (Chicago) : xvi + 1855 p.